# Élections sénatoriales de 2023 dans la Loire-Atlantique
Les élections sénatoriales de 2023 en Loire-Atlantique ont lieu le dimanche 24 septembre dans le but d'élire les cinq sénateurs représentant le département au Sénat pour un mandat de six années.

## Contexte départemental
Lors des élections sénatoriales de 2017 dans la Loire-Atlantique, cinq sénateurs ont été élus selon un mode de scrutin proportionnel : deux PS, Yannick Vaugrenard et Michelle Meunier, un EÉLV, Ronan Dantec, un UDI, Joël Guerriau et un LR, Christophe Priou.
Depuis, tous les effectifs du collège électoral des grands électeurs ont été renouvelés, avec les élections législatives de 2022, les élections régionales de 2021, les élections départementales de 2021 et les élections municipales de 2020.
- Les deux sortants socialistes élus depuis 2011, ne se représentent pas.
- Ronan Dantec a quitté EÉLV pour fonder son propre mouvement ESNT en 2019.
- Joël Guerriau a quitté l'UDI pour rejoindre Horizons le parti d'Édouard Philippe.
- Christophe Priou a démissionné du Sénat en 2020 pour laisser sa place à Laurence Garnier qui n'a pas été élu maire de Nantes

## Sénateurs sortants
| Sénateur | Sénateur           | Parti | Fonctions lors de l'élection en 2017                                  |
| -------- | ------------------ | ----- | --------------------------------------------------------------------- |
|          | Ronan Dantec       | T44   | Sénateur sortant, conseiller municipal de Nantes                      |
|          | Yannick Vaugrenard | PS    | Sénateur sortant                                                      |
|          | Michelle Meunier   | PS    | Sénatrice sortante                                                    |
|          | Joël Guerriau      | HOR   | Sénateur sortant                                                      |
|          | Laurence Garnier   | LR    | Vice-présidente du conseil régional, conseillère municipale de Nantes |

## Présentation des listes et des candidats
Les nouveaux représentants sont élus pour une législature de 6 ans au suffrage universel indirect par les grands électeurs du département. Dans la Loire-Atlantique, les sénateurs sont élus au scrutin proportionnel plurinominal. Leur nombre reste inchangé, cinq sénateurs sont à élire et sept candidats doivent être présentés sur la liste pour qu'elle soit validée. Chaque liste de candidats est obligatoirement paritaire et alterne entre les hommes et les femmes.
6 listes sont officiellement déposées.

### Liste Union de la droite conduite par Laurence Garnier
| N° | Candidats | Candidats         | Parti | Nuance | Principales fonctions                                               |
| -- | --------- | ----------------- | ----- | ------ | ------------------------------------------------------------------- |
| 01 |           | Laurence Garnier  | LR    | LR     | Sénatrice sortante, conseillère municipale de Nantes                |
| 02 |           | Maurice Perrion   | UDI   | UDI    | Maire de Ligné                                                      |
| 03 |           | Charlotte Luquiau | SE    | DVD    | Conseillère départementale                                          |
| 04 |           | Hubert Delorme    | SE    | DVD    | Maire de Saint-Molf                                                 |
| 05 |           | Gwenola Franco    | SE    | DVD    | Maire de Vigneux-de-Bretagne                                        |
|    |           |                   |       |        |                                                                     |
| 06 |           | Thierry Deville   | LR    | DVD    | Conseiller départemental, adjoint au maire de Saint-Brevin-les-Pins |
| 07 |           | Claire Theveniau  | SE    | DVD    | Maire de Puceul                                                     |

### Liste Rassemblement national conduite par Gauthier Bouchet
| N° | Candidats | Candidats           | Parti | Nuance | Principales fonctions |
| -- | --------- | ------------------- | ----- | ------ | --------------------- |
| 01 |           | Gauthier Bouchet    | RN    | RN     | Conseiller régional   |
| 02 |           | Christelle Rioult   | RN    | RN     |                       |
| 03 |           | Titouan Lathuilière | RN    | RN     |                       |
| 04 |           | Anne Trividic       | SE    | DVD    |                       |
| 05 |           | Bernard Tellier     | RN    | RN     |                       |
|    |           |                     |       |        |                       |
| 06 |           | Marie-France Guelpa | RN    | RN     |                       |
| 07 |           | Franck Rio          | RN    | RN     |                       |

### Liste Union de la gauche conduite par Ronan Dantec
| N° | Candidats | Candidats       | Parti | Nuance | Principales fonctions                                      |
| -- | --------- | --------------- | ----- | ------ | ---------------------------------------------------------- |
| 01 |           | Ronan Dantec    | T44   | VEC    | Sénateur sortant, conseiller municipal de Nantes           |
| 02 |           | Karine Daniel   | PS    | SOC    | Ancienne députée                                           |
| 03 |           | Franck Nicolon  | EÉLV  | VEC    | Conseiller régional, conseiller municipal de Clisson       |
| 04 |           | Véronique Mahé  | PCF   | COM    | Conseillère régionale                                      |
| 05 |           | Vincent Magré   | PS    | SOC    | Maire de La Haie-Fouassière                                |
|    |           |                 |       |        |                                                            |
| 06 |           | Aurélie Mézière | T44   | VEC    | Maire de Plessé                                            |
| 07 |           | Éric Provost    | PS    | SOC    | Conseiller régional, conseiller municipal de Saint-Nazaire |

### Liste Divers gauche conduite par Philippe Grosvalet
| N° | Candidats | Candidats          | Parti    | Nuance | Principales fonctions                            |
| -- | --------- | ------------------ | -------- | ------ | ------------------------------------------------ |
| 01 |           | Philippe Grosvalet | PS diss. | DVG    | Ancien Président du conseil départemental        |
| 02 |           | Danielle Cornet    | SE       | DVG    | Conseillère départementale, maire de Pontchâteau |
| 03 |           | Yves Dauvé         | SE       | DVG    | Maire de Nort-sur-Erdre                          |
| 04 |           | Karine Paviza      | SE       | DVD    | Conseillère départementale, maire de Geneston    |
| 05 |           | Emmanuel Rivery    | SE       | DVG    | Maire de Le Loroux-Bottereau                     |
|    |           |                    |          |        |                                                  |
| 06 |           | Christelle Chassé  | SE       | DVG    | Conseillère départementale, maire d'Herbignac    |
| 07 |           | Vincent Danis      | SE       | DVG    | Vice-président du conseil départemental          |

### Liste La France insoumise conduite par Maxime Viancin
| N° | Candidats | Candidats            | Parti | Nuance | Principales fonctions                             |
| -- | --------- | -------------------- | ----- | ------ | ------------------------------------------------- |
| 01 |           | Maxime Viancin       | LFI   | FI     |                                                   |
| 02 |           | Sabine Lalande       | LFI   | FI     | Conseillère régionale                             |
| 03 |           | Marc Bernardeau      | LFI   | FI     | Conseiller municipal de Saint-Brevin-les-Pins     |
| 04 |           | Christelle Ardouin   | LFI   | FI     | Conseillère municipale de La Chapelle-Launay      |
| 05 |           | Dominique Mahé-Vince | LFI   | FI     | Adjointe au maire de Trignac                      |
|    |           |                      |       |        |                                                   |
| 06 |           | Laurent Keunebroek   | LFI   | FI     | Conseiller municipal de Saint-Sébastien-sur-Loire |
| 07 |           | Bruno Cailleteau     | LFI   | FI     | Adjoint au maire de Les Sorinières                |

### Liste Divers centre conduite par Joël Guerriau
| N° | Candidats | Candidats           | Parti | Nuance | Principales fonctions              |
| -- | --------- | ------------------- | ----- | ------ | ---------------------------------- |
| 01 |           | Joël Guerriau       | HOR   | HOR    | Sénateur sortant                   |
| 02 |           | Marie-Pierre Guérin | SE    | DVD    | Maire de La Meilleraye-de-Bretagne |
| 03 |           | Jean-Michel Brard   | SE    | DVD    | Maire de Pornic                    |
| 04 |           | Erika Étienne       | SE    | DVD    | Adjointe au maire du Pouliguen     |
| 05 |           | Didier Meyer        | SE    | DVD    | Maire de Gorges                    |
|    |           |                     |       |        |                                    |
| 06 |           | Sophie Ménoret      | SE    | DVD    | Adjointe au maire du Cellier       |
| 07 |           | Jean-Louis Mogan    | SE    | DVD    | Maire de Missillac                 |

## Résultats
| Tête de liste                                             | Tête de liste            | Liste                                      | Voix  | %     | Sièges | +/-           |
| --------------------------------------------------------- | ------------------------ | ------------------------------------------ | ----- | ----- | ------ | ------------- |
|                                                           | Ronan Dantec             | Union de la gauche (T44 - PS - EÉLV - PCF) | 947   | 31,58 | 2      | 1             |
| Ensemble, engagés pour nos territoires                    |                          |                                            | 947   | 31,58 | 2      | 1             |
|                                                           | Laurence Garnier         | Union de la droite (LR - UDI)              | 699   | 23,31 | 1      | en stagnation |
| A vos côtés pour nos communes !                           |                          |                                            | 699   | 23,31 | 1      | en stagnation |
|                                                           | Joël Guerriau            | Divers centre (HOR)                        | 645   | 21,51 | 1      | en stagnation |
| Unis pour tous nos territoires, du rural au littoral      |                          |                                            | 645   | 21,51 | 1      | en stagnation |
|                                                           | Philippe Grosvalet       | Divers gauche                              | 485   | 16,17 | 1      | 1             |
| La Loire-Atlantique au cœur                               |                          |                                            | 485   | 16,17 | 1      | 1             |
|                                                           | Gauthier Bouchet         | Rassemblement national                     | 112   | 3,73  | 0      | en stagnation |
| Au service des communes pour défendre la Loire-Atlantique |                          |                                            | 112   | 3,73  | 0      | en stagnation |
|                                                           | Maxime Viancin           | La France insoumise                        | 111   | 3,70  | 0      | en stagnation |
| Loire-Atlantique Union populaire écologique et sociale    |                          |                                            | 111   | 3,70  | 0      | en stagnation |
|                                                           |                          |                                            |       |       |        |               |
| Suffrages exprimés                                        | Suffrages exprimés       | Suffrages exprimés                         | 2 999 | 98,55 |        |               |
| Votes invalide                                            | Votes invalide           | Votes invalide                             | 22    | 0,72  |        |               |
| Votes blancs                                              | Votes blancs             | Votes blancs                               | 22    | 0,72  |        |               |
| Total                                                     | Total                    | Total                                      | 3 043 | 100   | 5      | en stagnation |
| Abstention                                                | Abstention               | Abstention                                 | 42    | 1,36  |        |               |
| Inscrits / participation                                  | Inscrits / participation | Inscrits / participation                   | 3 085 | 98,64 |        |               |

## Sénateurs élus
| Sénateur | Sénateur           | Parti    |
| -------- | ------------------ | -------- |
|          | Ronan Dantec       | T44      |
|          | Karine Daniel      | PS       |
|          | Philippe Grosvalet | PS diss. |
|          | Joël Guerriau      | HOR      |
|          | Laurence Garnier   | LR       |